# Mammouth (usine)
 (novembre 2024).
Pour les articles homonymes, voir Mammouth (homonymie).
Mammouth est un projet pilote de géo-ingénierie destiné à capturer le dioxyde de carbone dans l'atmosphère, situé en Islande à proximité de la centrale géothermique de Hellisheiði, près de Reykjavik, qui alimente son fonctionnement. Inaugurée le 10 mai 2024, cette usine fait suite au lancement de sa « petite sœur » Orca inaugurée trois ans plus tôt à proximité par les mêmes opérateurs suisse Climeworks et islandais Carbfix, et remplissant la même fonction d’aspiration et capture du CO2. Grâce à 72 conteneurs de ventilateurs, Mammoth a la capacité capter dans l’air 36 000 tonnes de CO2 par an avant de les enfouir sous terre, soit neuf fois plus qu'Orca.
Ces technologies sont reconnues par le Groupe d'experts intergouvernemental sur l'évolution du climat comme une solution pour éliminer du CO2 de l'atmosphère mais ne sont pas encore très intégrées aux scénarios de réductions des émissions tant leur développement, extrêmement coûteux, est encore au stade embryonnaire avec des financements publics limités.
L'un des plus grands obstacles pour cette technologie est son financement, mais selon Climeworks, plus on construit de telles usines, plus les coûts baissent. De grandes entreprises comme Microsoft et Shopify financent ce type de projet en achetant à Climeworks des compensations carbone.

## Choix de l’implantation

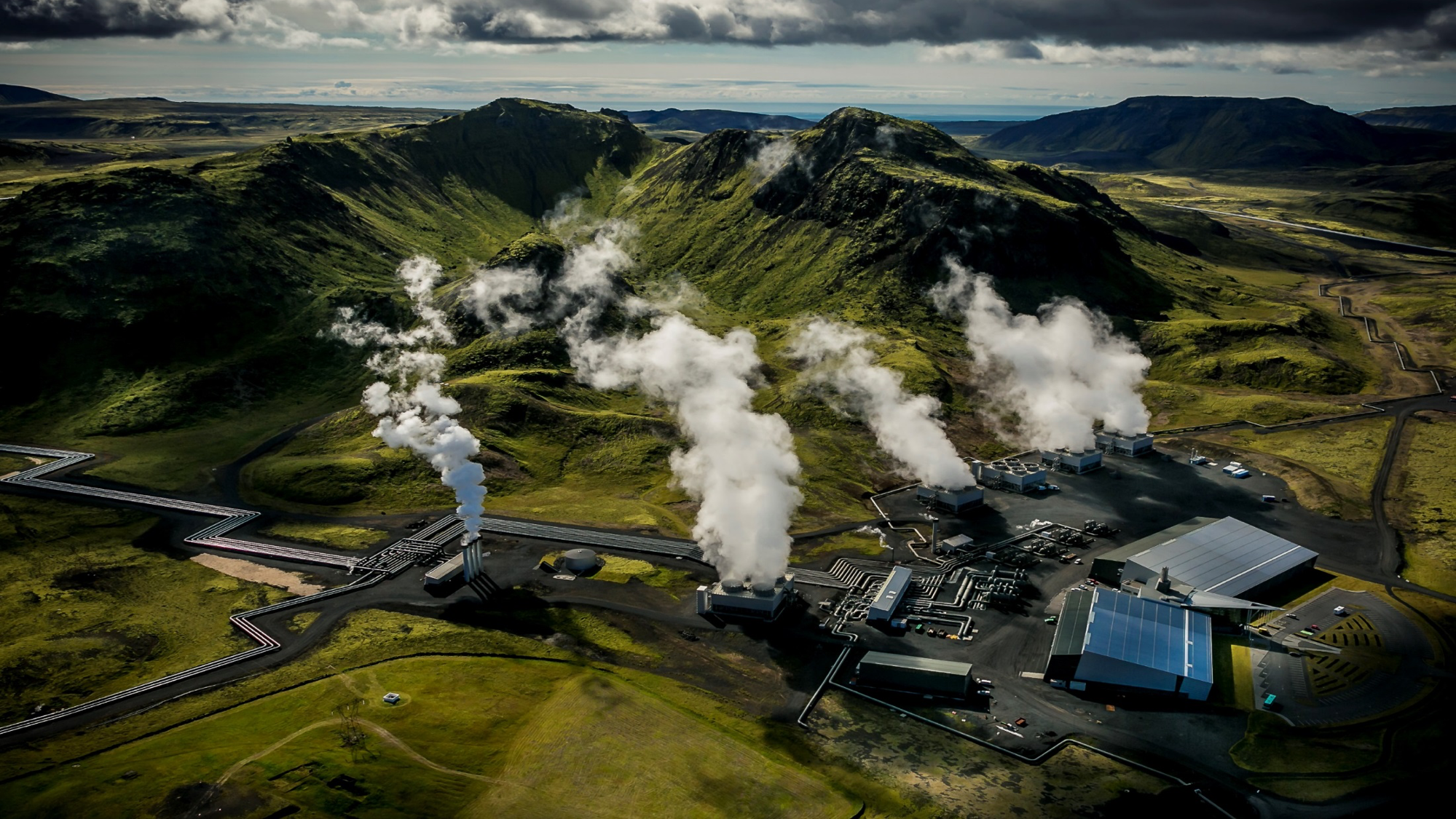
La centrale géothermique de Hellisheiði en Islande est le site du projet original de CarbFix

Le choix du lieu est stratégique, puisqu’au cœur de ces grandes plaines islandaises se trouve une centrale géothermique, permettant à l'usine de fonctionner uniquement avec des énergies renouvelables. L'électricité produite grâce aux abondantes ressources énergétiques de l'Islande est déjà utilisée à plus de 70% par le secteur industriel, essentiellement des usines d’aluminium.
En plus d'abondantes ressources énergétiques grâce à la géothermie, l'Islande a aussi un sous-sol minéral et minier particulièrement riche. Cette île est un « laboratoire à ciel ouvert » pour de nombreux chercheurs : géologie, sciences de la Terre, sismologie, biologie, ou encore biologie marine. Mais l'Islande en raison des nombreux glaciers qui s'y trouvent, est aussi un pays particulièrement exposé aux conséquences du changement climatique, ce qui pousse son gouvernement à une politique particulièrement volontariste pour lutter contre. Selon une étude publiée en août 2022 dans la revue Communications Earth & Environment du groupe Nature, l’Arctique s’est réchauffé près de quatre fois plus vite que le reste du monde lors des quarante dernières années.
En septembre 2024, la Suisse, d'où est originaire l'entreprise Climeworks porteuse des projets Orca et Mammouth avec son partenaire islandais Carbfix, exporte pour la première fois d'importantes quantités de CO2 liquéfié, issu des émissions de ses activités industrielles, vers l'Islande où il est enfoui par Carbfix.

## Processus technique
Les usines Orca et Mammouth mettent en application à grande échelle la technologie de capture de CO2 dans l'air de Climeworks, et le système de transformation chimique de Carbfix.

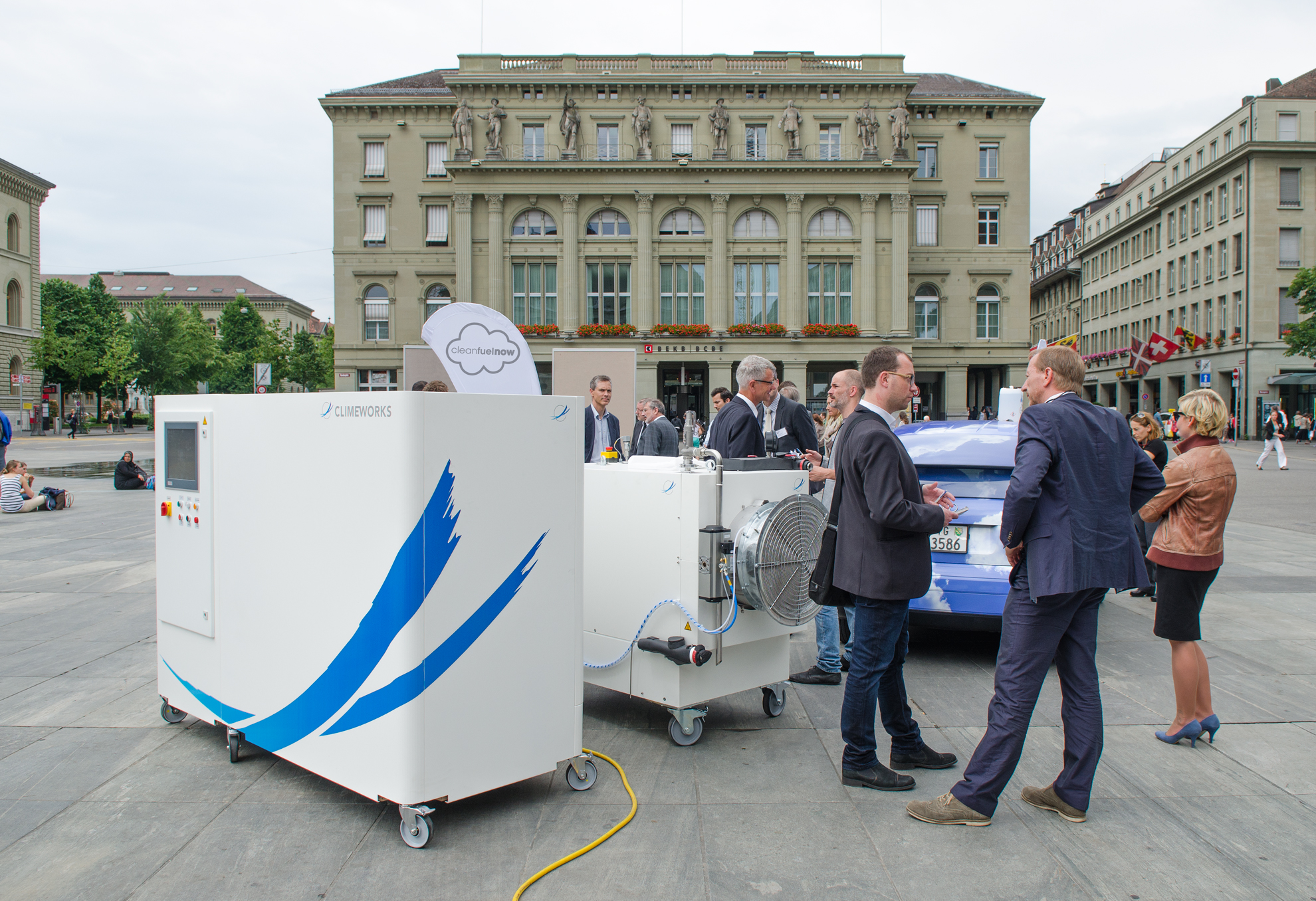
Système de capture de CO_{2} de Climeworks exposé à Berne

Quatre collecteurs, chacun assorti de 8 ventilateurs, brassent l’air pour l’aspirer et le faire passer à travers des filtres. Huit conteneurs superposés en duo forment une structure d'une dizaine de mètres de haut où l'air est aspiré par l'avant avec un ventilateur et rejeté, purifié, à l'arrière[réf. nécessaire].
À l'intérieur des conteneurs-collecteurs, un matériau sélectif (une poudre à base d’amines)[réf. nécessaire] filtre les molécules de CO2 ; dès que le filtre est saturé, celui-ci est fermé par deux ouvertures sur les côtés, puis chauffé à environ 100°C[réf. nécessaire]. L'opération, qui dure environ quatre heures, permet de séparer le dioxyde de carbone « pur », qui est alors acheminé via un pipeline souterrain de trois kilomètres vers des injecteurs situés sous des dômes gris. Climeworks ne dévoile ni les performances ni la consommation d’énergie de ce système[réf. nécessaire].
Dissous dans l'eau – l'idée est de rendre le CO2 « physique » en le mêlant à de l'eau – le gaz y est injecté à haute pression dans la roche basaltique, entre 800 et 2.000 mètres de profondeur. Le mélange aqueux chargé en CO2 pénètre dans la roche poreuse et se solidifie grâce à une réaction chimique du gaz avec le calcium, le magnésium et le fer contenus dans le basalte, pour former des minéraux carbonatés très stables à long terme[réf. nécessaire].

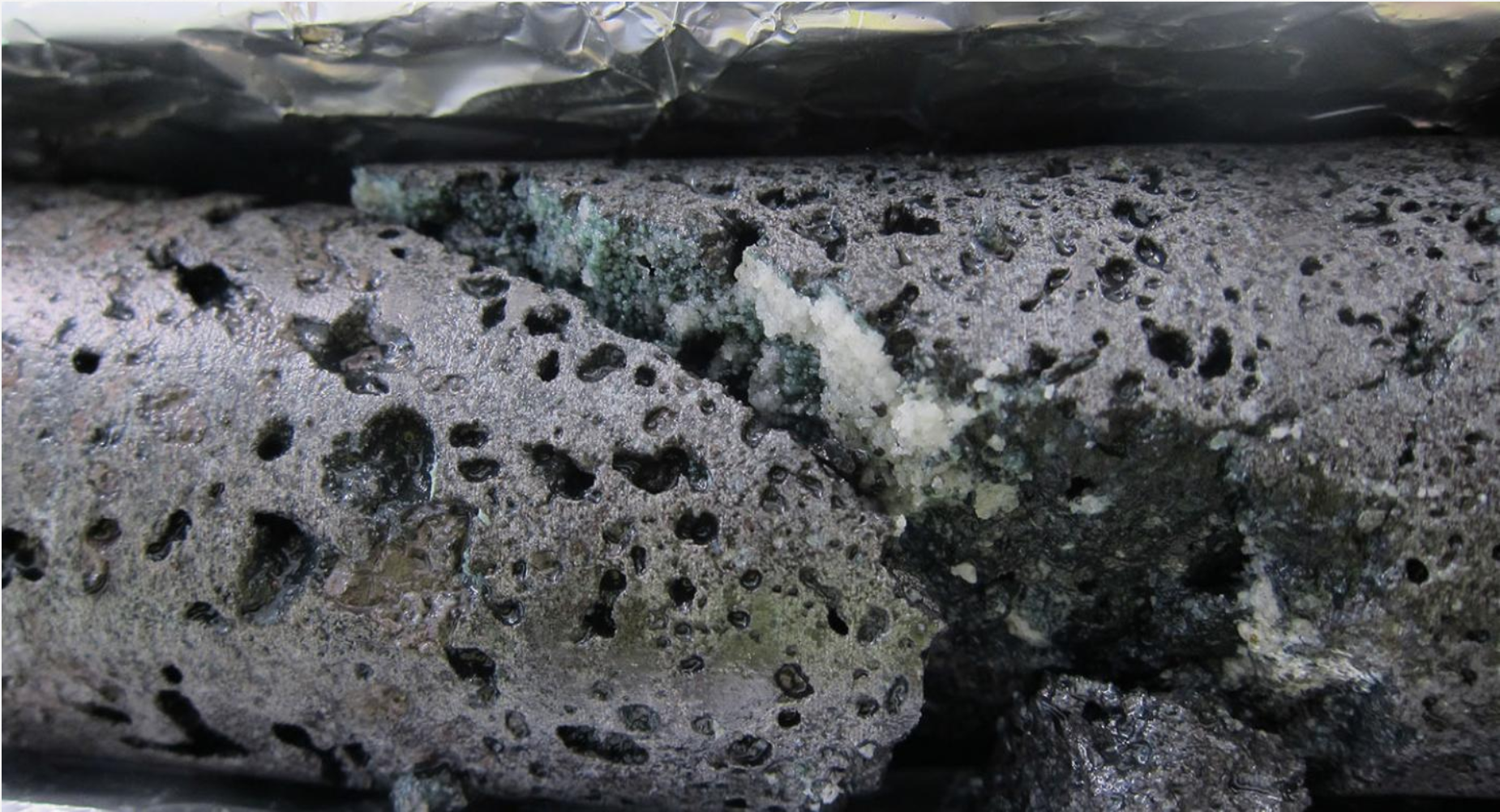
Image Carbfix montrant la calcite formée dans le basalte en raison de l'interaction eau-roche chargée de CO_{2}

Cette technique reproduit en deux ans un processus naturel qui peut prendre plusieurs milliers d’années : la minéralisation du dioxyde de carbone. Ce procédé, très énergivore bénéficie d'un approvisionnement énergétique abondant et bon marché grâce à la centrale géothermique de Hellisheiði.
Selon Isabelle Czernichowski-Lauriol, déléguée à la Recherche et à l’Appui aux Politiques Publiques au Bureau de recherches géologiques et minières : .« Il faut une roche-réservoir, poreuse et perméable, de type calcaire ou grès et située à au moins un kilomètre de profondeur. La température et la pression sont telles que le CO2 n'est plus à l'état gazeux. Il est très dense comme un liquide et vient se loger dans la porosité de la roche, entre les minéraux, comme de l'eau dans une éponge. ».

## Modèle économique
Sur les quatorze autres sites opérés par Climeworks, le CO2 est vendu en vue d’être recyclé, principalement dans les boissons gazeuses, contrairement aux usines Orca et Mammouth, où le gaz est stocké sous terre. Pour être rentable, Climeworks a donc dû trouver un nouveau modèle économique axé sur la compensation carbone proposée à des particuliers (environ 8.000 lors du lancement de l'usine) et à des entreprises. Ces « clients » peuvent choisir entre trois types d’abonnement, dont l’un consiste à payer mensuellement pour retirer une certaine quantité de CO2.

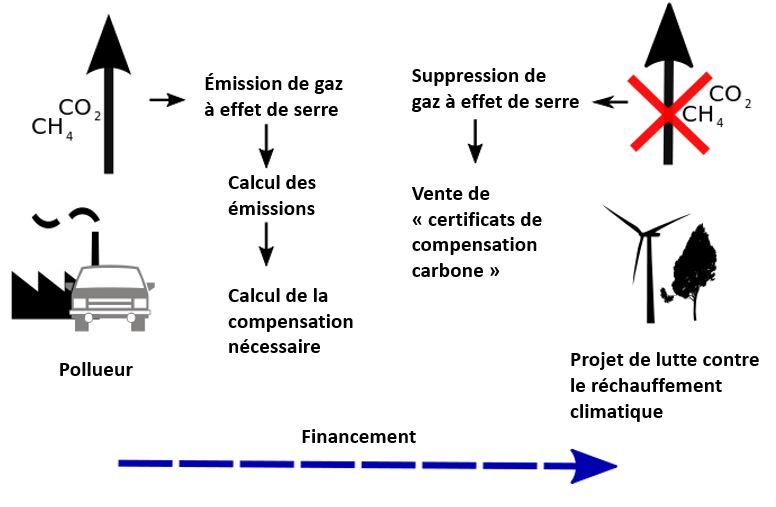
Schéma indiquant le principe de la compensation carbone.

Actuellement (juin 2022), Climeworks propose sur son site web des abonnements mensuels avec un prix fixe d'1 euro par kilo de CO2 capté avec trois offres suggérées : 30 kg, 50 kg, ou 100 kg de CO2 captés par mois. Le client peut suivre sur un tableau de bord la quantité de CO2 extraite de l'atmosphère grâce à son soutien financier, tandis qu'un certificat lui est envoyé chaque fin d'année indiquant son bilan annuel.
Parmi les entreprises, Microsoft (à la fois client et investisseur, s’est engagé en juillet à acheter pour 10 000 t de crédit carbone à Climeworks)[réf. nécessaire], Shopify, The Economist group, ou encore Swiss Re ont signé un contrat avec Climeworks, qui leur propose d'acheter des « retraits de CO2 » pour environ 600 dollars par tonne, et ainsi compenser leur propre pollution. Le coût du captage d’une tonne de CO2 dans l’air coûterait entre 80 et 200 euros selon une estimation de la Commission européenne en 2019.
En janvier 2023, Climeworks annonce avoir délivré ses premiers certificats de compensation carbone à ses entreprises clientes : Microsoft, la plateforme de commerce en ligne Shopify et la société de paiement digital Stripe,. En mai 2023, la banque américaine JPMorgan Chase annonce débourser une enveloppe de 200 millions d'euros pour financer le captage et le stockage de 800.000 tonnes de CO2 en partenariat avec plusieurs entreprises, dont Climeworks.

## Limites

### Insuffisance au regard des émissions mondiales de CO2
Cette technique coûte cher et l'usine n'absorbe que 4000 tonnes de CO2 par an[réf. nécessaire], soit l’impact carbone de toute la durée d'utilisation de 870 voitures, ou à 4 000 vols Paris-New-York, ou encore au niveau mondial, l'équivalent de trois secondes d'émission de CO2[réf. nécessaire]. Si l’Islande, où plus de 70 % de l’énergie primaire provient de la géothermie et qui dispose de ressources en eau abondantes, semble le terrain d'expérimentation idéal pour cette technologie, celle-ci n’est pas reproductible partout.

### Le coût d'exploitation d'une telle technologie
Paradoxalement, bien que les concentrations de CO2 dans l'atmosphère soient assez alarmantes pour justifier de tels investissements dans des technologies de décarbonation, celles-ci restent insuffisante (0,041%) pour que les procédés de capturer le dioxyde de carbone dans l'atmosphère soient efficaces. Toutefois, une piste possible serait de se contenter de capter « seulement »  les deux tiers du CO2 contenu dans l'air prélevé, ce qui améliorerait significativement l'efficacité par rapport au prix[réf. nécessaire].
Les projets de capture de dioxyde de carbone en sortie des cheminées d'usine où sa concentration dans les fumées est comprise entre 4 et 40 % sont plus faciles, mais ces deux procédés ne sont pas en concurrence, chacun devant s'ajouter à l'autre pour éliminer un maximum de CO2 de l’atmosphère.
Le coût de capture du CO2 serait de 50 et 180 euros par tonne dans les fumées industrielles, et monte à 335 euros par tonne lorsqu'il est aspiré et capté dans l'atmosphère. Mais selon l’Agence Internationale de l’Énergie, ces coûts pourraient chuter en dessous de 100 euros par tonne dès 2030 pour des installations disposant de grandes ressources d’énergies renouvelables, confirmant l'avantage compétitif de l'Islande.